# Ecnomiohyla
Ecnomiohyla (лат.) — род бесхвостых земноводных из семейства квакш (Hylidae).
Этот род был создан в 2005 году после крупной ревизии Hylidae. Десять оригинальных видов в этом роде (E. rabborum и E. sukia открыты позднее) ранее относились к роду Hyla. Родовое название Ecnomiohyla происходит от греческого ecnomios («изумительный» или «необычный») и Hylas — Гилас, спутник Геракла.

## Описание
Представители рода Ecnomiohyla — квакши средних или очень крупных размеров с отчетливыми волнистыми краями кожи на внешних краях конечностей и относительно крупными лапами. Они найдены в пологе влажного тропического леса от южной Мексики до Центральной Америки (Колумбия). Они способны планировать, используя перепонки на лапах.

## Виды
Род в настоящее время включает 12 видов, хотя несколько авторов предположили, что E. tuberculosa может не принадлежать к этому роду:
- Ecnomiohyla echinata (Duellman, 1961)
- Ecnomiohyla fimbrimembra (Taylor, 1948)
- Ecnomiohyla miliaria (Cope, 1886)
- Ecnomiohyla minera (Wilson, McCranie & Williams, 1985)
- Ecnomiohyla miotympanum (Cope, 1863)
- Ecnomiohyla phantasmagoria (Dunn, 1943)
- † Ecnomiohyla rabborum Mendelson, Savage, Griffith, Ross, Kubicki & Gagliardo, 2008
- Ecnomiohyla salvaje (Wilson, McCranie & Williams, 1985)
- Ecnomiohyla sukia Savage & Kubicki, 2010
- Ecnomiohyla thysanota (Duellman, 1966)
- Ecnomiohyla tuberculosa (Boulenger, 1882)
- Ecnomiohyla valancifer (Firschein & Smith, 1956)